# Turchia ai XV Giochi olimpici invernali
La Turchia partecipò ai XV Giochi olimpici invernali, svoltisi a Calgary, Canada, dal 13 al 28 febbraio 1988, con una delegazione di 8 atleti impegnati in due discipline.